# Una notte speciale/Senza cornice
Una notte speciale/Senza cornice è l'undicesimo singolo discografico di Alice pubblicato in Italia nel 1981 frutto ancora una volta della collaborazione con il duo Battiato-Pio.

## Tracce
Testi di Alice e Franco Battiato. Musiche e arrangiamenti Battiato-Pio.
1. Una notte speciale – 4:13 (Alice, Battiato, Pio.)
2. Senza cornice – 5:24 (Alice, Battiato, Pio.)